# Ledyard (New York)
Pour les articles homonymes, voir Ledyard.
Ledyard est une ville située dans le comté de Cayuga dans l'État de New York. Lors du recensement de 2010, sa population s'élevait à 1 886 habitants.

## Histoire
Le sud de Ledyard se situait dans le Central New York Military Tract (en), et le nord fut autrefois une réserve des Cayugas. Les premiers fondateurs sont arrivés en 1789. La ville de Ledyard est fondée en 1823, partie intégrante de la ville de Scipio. Le North Street Friends Meetinghouse est listé dans le Registre national des lieux historiques en 2005.
Rose Marie Belforti, membre administrative de Ledyard, refuse en 2011 les mariages de couples du même sexe, expliquant que cela violerait la « liberté de la religion ». Elle est réélue en novembre la même année.

## Démographie
Le recensement de 2000 recense 1 832 personnes, 608 couples, et 423 familles. La densité est de 19,5 habitants par km². Elle se compose de 95,96 % de caucasiens, 0,71 % d'afro-américains, 0,38 % de natifs américains, 1,31 % d'asiatiques, et 0,55 % autres. Le revenu moyen par habitant est estimé à 18 231 $. Près de 1,9 % de familles, et 3,4 % de la population est sous le seuil de pauvreté, dont 1,6 % est âgé de moins de 18 ans, et 2,4 % de 65 ans et plus.